# Jona (knjiga)
Jona jedna je od knjiga Svetoga pisma, dio Staroga zavjeta. Pripada u knjige "manjih proroka". Kratica knjige je Jon.
Jona (Hebrejski: יוֹנָה, standarno Yona Tiberian jon'ɔh ; arapski: يونس, Yunus ili يونان, Yunaan ; latinski Ionas ; "golubica") je prorok koji je tri dana i noći boravio u utrobi kita. Živio je za vrijeme židovskog kralja Jeroboama II. (786. – 746. g. pr. Kr). Jona se još spominje i u Drugoj knjizi o Kraljevima. Knjigu o Joni priznaju kršćani i Židovi, a priča o Joni spominje se i u Kuranu. 
Knjiga progovora o odnosu pobožnih ljudi toga doba, pogotovo Židova prema bezbožnicima. Mnogi pobožni ljudi su smatrali, da prema bezbožnicima, koji žive kako im se prohtije ne bi trebalo imati milosti. No Bog je poručio Joni, da ne misli tako. U knjizi se spominje Niniva, glavni grad Asirije, koji je simbol ljudske zajednice u kojoj vlada bezvlađe i bezboštvo.
Jona je bio prorok, koji je dobio od Boga zapovijed, da ide u grad Ninivu. Tamo su ljudi živjeli raspušteno i Bog ih je želio potaknuti, da se poprave preko Jone. Ali Jona nije želio u Ninivu, jer je smatrao da ne zaslužuju milost i pobjegao je brodom u Tarsis. Bog je podignuo veliku oluju i mornari su željeli spasiti Jonu i sebe, ali nisu uspjeli. Netko je morao napustiti brod, pa je ždrijeb pao na Jonu, koji je to prihvatio. Smatrao je, da će se time more smiriti, jer se zbog njega i podiglo nevrijeme. Bog je poslao kita, koji je progutao Jonu i držao ga u svom tijelu 3 dana i 3 noći. U Knjizi o Joni piše velika riba, ali u Evanđelju po Mateju (Mt 12, 38-41) spominje se Jona i piše, da je boravio u utrobi kita. Jona je od Boga tražio oprost, koji mu je oprostio i zapovjedio kitu, da ga izbaci na kopno. Jona je krenuo u Ninivu i propovijedao. Ninivljanima je rečeno, da su bili toliko zlobni da će Bog uništiti taj grad za 40 dana, a ta vijest je doprla do kralja Ninive. On je razderao svoje haljine i pokajao se, a pokajalo se i 120 000 stanovnika Ninive. Bog im je oprostio i nije uništio grad.
Jona se spominje u Novom zavjetu u Evanđelju po Mateju (Mt 12, 38-41 i 16, 1-14) i Luki (Lk 11, 29-32). Isus je razgovarao s nekim farizejima i pismoznancima i rekao im: "Doista, kao što Jona bijaše u utrobi kitovoj tri dana i tri noći, tako će i Sin Čovječji biti u srcu zemlje tri dana i tri noći."
Na kajkavskom narječju hrvatskog jezika, prvi je Ignac Kristijanović je preveo Jonu. Prijevod se pojavio u Daniczi Zagrebechkoj 1848. godine (Knjiga Jonaša).

I Gospodin Bog je pripravil beršljan, i ov je zrasel zverhu Jonaševe glave, da bi zverhu Jonaševe glave bila senca, i njega pokrival (ar si ni dobro čutil): Jonaš je se veselil z-velikem veseljem nad beršljanom. Ali drugi dan, kada je zorja nastajala, je Bog pripravil červa; ov je podjel beršljan, i je vsehnul. I kada bi sunce bilo izišlo, je pušćal Gospon topel i smudeći veter puhati: i sunce je Jonaša na glavu pripekalo, tak, da je od vrućine omegluval. Onda si je on željel vumreti, i rekel: meni je bolje vumreti nego živeti! Onda reče Gospon Jonašu: štimašli, da se ti pravično serdiš zbog beršljana? I on reče: pravično se serdim tja do smerti! I reče Gospon: Tebi je žal zbog beršljana, z-kojem ti nikakvoga nesi imel truda, kojemu ti nesi dal zrasti, koi je v-jedni noći narasel, i v-jedni noći vsehnul. I ja naj nebi nikakvo pomiluvanje imel z-Ninive, velikem varašem, vu kojem je već kak sto dvadeset jezer ljudih, koji med svojum desnum i levum rukum razluke nepoznaju, i tulika živina! (4,6-11)
Blagdan sv. Jone proroka katolička crkva slavi 21. rujna.

## Vanjske poveznice
Knjiga o Joni na Wiki izvoru
Sveti Jona, protok, na sveci.net  Arhivirana inačica izvorne stranice od 15. veljače 2017. (Wayback Machine)